# Obispado de San Marcial del Rubicón
El obispado de San Marcial del Rubicón fue el primer obispado de las islas Canarias —España— con plena jurisdicción eclesiástica, si bien anteriormente había sido creado el obispado de Telde. Situado en la isla de Lanzarote, fue creado en 1404 como diócesis rubicense, siendo trasladado a Las Palmas de Gran Canaria en 1485 y denominándose entonces canariense-rubicense. Finalmente se convirtió en la moderna diócesis de Canarias, que comprende las islas de Gran Canaria, Fuerteventura, Lanzarote y La Graciosa.
El patrono histórico de la diócesis es san Marcial de Limoges.

## Historia

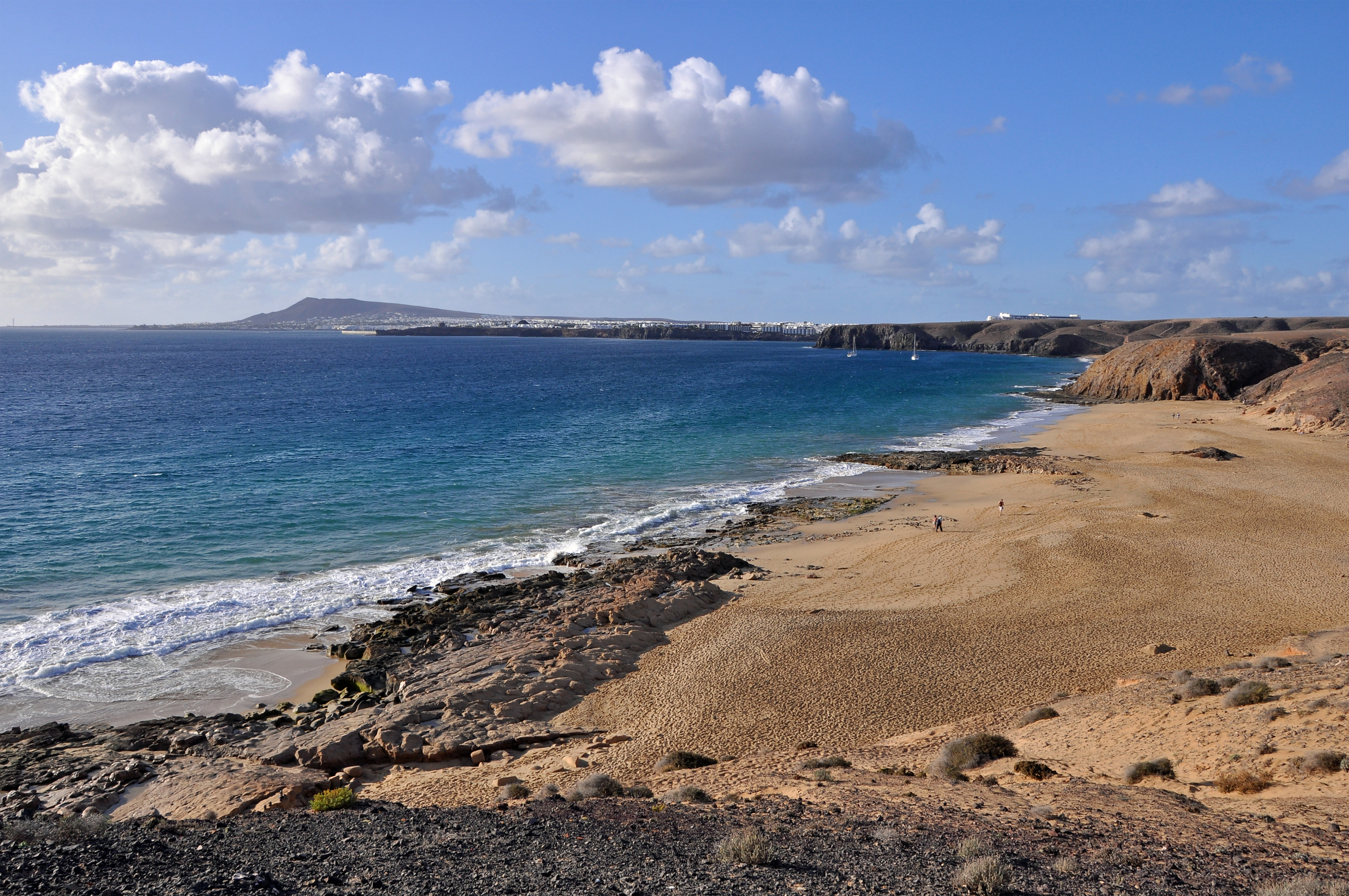
Playa del Pozo en la costa del Rubicón, donde se encontraba el asentamiento normando de la conquista y la iglesia-catedral del obispado rubicense.

El obispado de San Marcial del Rubicón surge durante los primeros momentos de la conquista europea de las islas Canarias. Esta había sido iniciada en 1402 por los caballeros franco-normandos Jean de Béthencourt y Gadifer de La Salle, quienes se hallaban bajo el vasallaje del rey Enrique III de Castilla. Los conquistadores asientan su primer campamento en la costa del Rubicón, llamada así por el color rojizo del terreno, en el extremo sur de la isla de Lanzarote. Aquí levantan una torre o castillo y una pequeña iglesia dedicada al santo francés san Marcial de Limoges, posiblemente por ser el día de la celebración de su fiesta el 30 de junio cuando se fundaron dichas construcciones.
En el mismo año de 1402, Béthencourt regresa a Castilla y solicita al papa Benedicto XIII la creación de un obispado en las islas, siendo la bula Romanus pontifex expedida en Marsella el 7 de julio de 1404. Por dicha bula el castillo de Rubicón es elevado a ciudad y la iglesia de san Marcial en catedral de la nueva diócesis denominada rubicense. Esta extiende su jurisdicción a todo el archipiélago canario, aún sin conquistar, y se la declara sufragánea de la diócesis hispalense. Asimismo, por otro documento de igual fecha es elegido primer obispo de Rubicón fray Alfonso de Sanlúcar de Barrameda, si bien nunca pasó a las islas y la administración de la diócesis quedó en manos Jean le Verrier, capellán de la conquista y primer deán rubicense.
El cabildo catedralicio de Rubicón fue organizado siguiendo la regla de san Agustín, componiéndose de un deán, un arcediano y los racioneros y canónigos precisos, si bien los nombramientos fueron escasos dada la reducida feligresía inicial.
En 1424 el papa Martín V erigió en Betancuria el efímero obispado de Fuerteventura, el cual englobó a todas las islas Canarias excepto la isla de Lanzarote. El origen del obispado de Fuerteventura está directamente relacionado con los sucesos acaecidos tras el Cisma de Occidente (1378–1417). Puesto que el entonces obispo de san Marcial del Rubicón, fray Mendo de Viedma era partidario del papado de Benedicto XIII (quién creó la diócesis del Rubicón y quién sería considerado antipapa), el papa Martín V creó la diócesis de Fuerteventura y excluyó a la de san Marcial del Rubicón de dicha jurisdicción. Por esta razón, todas las islas Canarias se integraron por mandato papal en el obispado de Fuerteventura menos la isla de Lanzarote. Posteriormente, la sede del Rubicón se reintegró en el papado oficial y el obispado de Fuerteventura fue abolido apenas siete años después de haber sido creado en 1431.
Más tarde, el obispado de san Marcial del Rubicón sería trasladado a Las Palmas de Gran Canaria en 1485, debido a que Lanzarote estaba muy expuesta a asaltos de piratas y estaba poco poblada. Por esta razón el papa Eugenio IV autoriza el traslado a la isla de Gran Canaria que acabada de ser conquistada. El nombre de la diócesis fue modificado pasando a llamarse diócesis canariense-rubicense, que desde 1819 engloba la mitad oriental del archipiélago, pues ese año sería creada la diócesis de San Cristóbal de La Laguna a instancias del papa Pío VII y que rige la mitad occidental de Canarias.
En la actualidad, en El Rubicón de Lanzarote cerca del lugar en donde se fundó este obispado, concretamente en el pueblo de Femés, está la ermita de san Marcial de Limoges, patrono de Lanzarote y compatrono de la diócesis de Canarias.
Modernamente ha surgido entre sectores de la sociedad lanzaroteña el deseo de recuperar la sede diocesana de san Marcial del Rubicón.

## Episcopologio

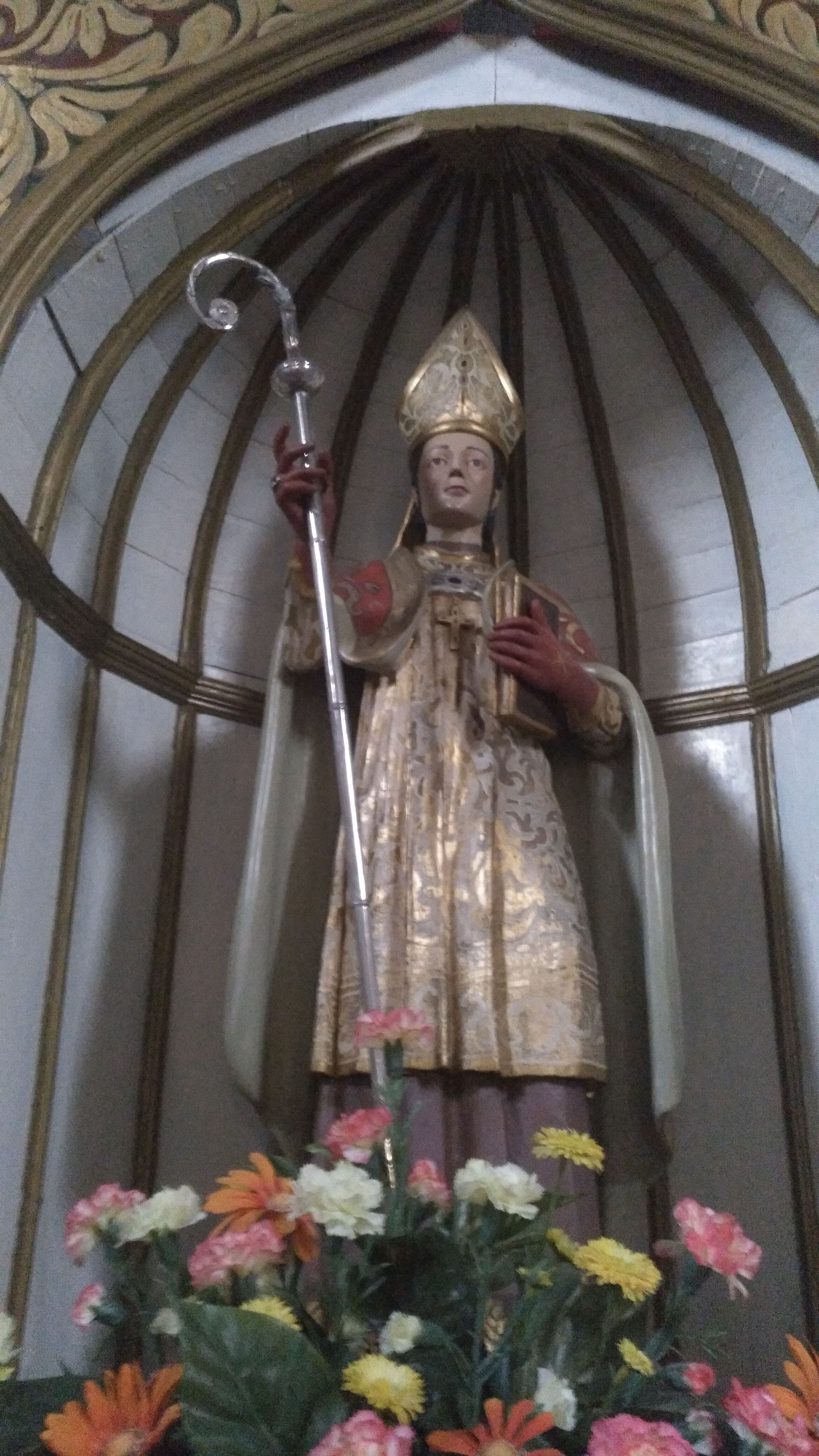
Imagen de san Marcial de Limoges del siglo en su ermita de Femés, patrono de la isla de Lanzarote y de la antigua diócesis rubicense.

- Fray Alfonso de Sanlúcar de Barrameda (1404–1417)
- Fray Mendo de Viedma (1417–1431)
- Fray Enrique (1431)
- Fray Fernando Calvetos o de Talmonte (1431–1436)
- Fray Francisco de Moya (1436–1441)
- Juan Cid (1441–1459)
- Roberto (1459–1460)
- Diego López de Illescas (1460–1468)
- Fray Martín de Rojas (1468–1470)
- Fray Juan de Sanlúcar (1470–1473)
- ¿Fray Tomás Serrano? (1473)
- Fray Juan de Frías (1473–1485)

Desde 1485 el obispado se traslada a Las Palmas de Gran Canaria, si bien es a partir de 1515 cuando los obispos comienzan a titularse de Canaria o Canarias.